# Ari Hoenig

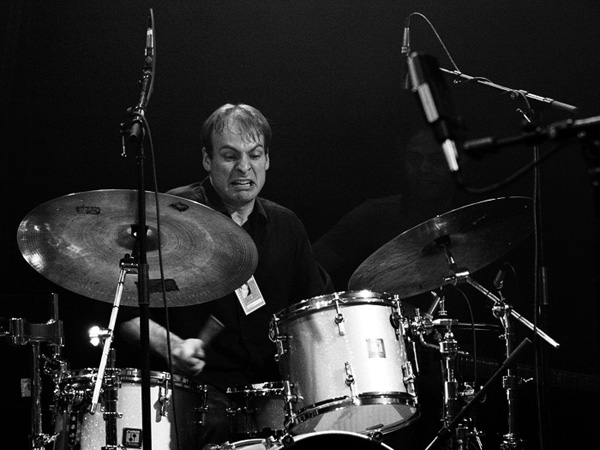
Ari Hoenig beim Moers Festival 2006

Ari Hoenig (* 13. November 1973 in Philadelphia, Pennsylvania) ist ein US-amerikanischer Jazzmusiker (Schlagzeug).

## Leben und Wirken
Hoenig, der Sohn eines Dirigenten und einer Violinistin und Pianistin erhielt als Kind eine Violin- und Klavierausbildung, bevor er im Alter von zwölf Jahren zum Schlagzeug wechselte. Bereits während er zur High School ging, trat er in Ortliebs Jazz Haus, einem Jazzclub in Philadelphia mit Musikern wie Sam Dockery, Robert „Bootsie“ Barnes, Mickey Roker und Bobby Durham auf.
Anfang der 1990er Jahre studierte er an der University of North Texas bei dem Schlagzeuger Ed Soph und spielte in der Jazzband One O’clock, mit der auch 1994 erste Aufnahmen entstanden. 1995 wechselte er zum William Patterson College in New Jersey und begann die Zusammenarbeit mit der Organistin Shirley Scott. Er wurde Mitglied des Trios von Jean-Michel Pilc und von Kenny Werner. Daneben arbeitete er mit Musikern wie Josh Roseman, Joe Lovano, Gerry Mulligan, Pat Metheny, Dave Holland, Wynton Marsalis, Pat Martino, Joshua Redman, Wayne Krantz, Richard Bona, Chris Potter, Kurt Rosenwinkel, Mike Stern, Gilad Hekselman und dem The Jazz Mandolin Project. Im Bereich des Jazz war er zwischen 1994 und 2017 an 72 Aufnahmesessions beteiligt.
2002 gründete er mit Jacques Schwarz-Bart, Jean-Michel Pilc und Johannes Weidenmüller (später Matt Penman) ein eigenes Quartett. Nach den Soloalben Time Travels (2000) und The Life of a Day (2002) erschien 2004 das erste Album mit seinem Quartett The Painter, 2011 Lines of Oppression (Naïve). 2013 gewann er mit seinem Quartett den BMW Welt Jazz Award. 2018/19 spielte er im Trio mit Nitai Hershkovits und Or Bareket (Conner’s Days).

## Diskographische Hinweise
- The Painter (Smalls, 2003), mit Jacques Schwarz-Bart, Jean-Michel Pilc, Matt Penman
- Inversations (Dreyfus Jazz, 2006), mit Will Vinson, Jacques Schwarz-Bart, Jean-Michel Pilc, Johannes Weidenmüller
- Bert's Playground (Dreyfus Jazz, 2007), mit Will Vinson, Chris Potter, Jonathan Kreisberg, Gilad Hekselman, Matt Penman, Orlando le Fleming
- Sam Yahel/Mike Moreno/Ari Hoenig/Seamus Blake: Jazz Side of the Moon (Chesky, 2008)
- Lines of Oppression (Naive, 2010), mit Tigran Hamasyan, Gilad Hekselman, Orlando le Fleming, Chris Tordini
- Art Hoenig Punkbop: Live at Smalls (Smalls, 2010), mit Will Vinson, Tigran Hamasyan, Jonathan Kreisberg, Danton Boller
- Jean-Michel Pilc/François Moutin/Ari Hoenig: Threedom (Motéma, 2011)
- NY Standard (Fresh Sound New Talent, 2015), mit Tigran Hamasyan, Orlando le Fleming, Tivon Pennicott, Shai Maestro, Eden Ladin
- The Pauper & The Magician (Lyte, 2015), mit Tivon Pennicott, Shai Maestro, Gilad Hekselman, Orlando le Fleming
- David Blake: Trio with Drew Gress and Ari Hoenig (Cellar, 2023)